# Zhouzhuang (Jiangyin)
Zhouzhuang (chinesisch 周庄镇, Pinyin Zhōuzhuāng Zhèn) ist eine Großgemeinde der kreisfreien Stadt Jiangyin in der chinesischen Provinz Jiangsu. Zhouzhuang hat eine Fläche von 77,5 km² und ca. 101.300 Einwohner (2011). Seine heutige Größe erlangte es 2001, als die ehemalige Großgemeinde Changshou (32,7 km² und 34.000 Einwohner) aufgelöst und Zhouzhuang einverleibt wurde.

## Administrative Gliederung
Zhouzhuang setzt sich aus drei Einwohnergemeinschaften und 15 Dörfern zusammen. Diese sind:
| Einwohnergemeinschaft Nanxin (南新社区), Regierungssitz der Großgemeinde; Einwohnergemeinschaft Beixin (北新社区); Einwohnergemeinschaft Changshou (长寿社区); Dorf Changle (长乐村); Dorf Changnan (长南村); Dorf Changshou (长寿村); Dorf Donglin (东林村); Dorf Huahong (华宏村); Dorf Jilongshan (鸡笼山村); | Dorf Jinwan (金湾村); Dorf Jishan (稷山村); Dorf Nijiaxiang (倪家巷村); Dorf Sanfangxiang (三房巷村); Dorf Shanquan (山泉村); Dorf Taocheng (陶城村); Dorf Zhouxi (周西村); Dorf Zhouzhuang (周庄村); Dorf Zongyan (宗言村). |

Koordinaten: 31° 52′ N, 120° 24′ O